# Pegel Genua
Die Bezugshöhe Pegel Genua ist die Grundlage des amtlichen Höhensystems Italiens. 

## Höhendefinition
Der Nullpunkt der Höhendefinition wurde aus Mittelwassermessungen der Jahre 1937 bis 1946 ermittelt und ist auch bekannt als Referenzsystem Genua 1942 mit EPSG Code EPSG:5214. 
Die Höhendefinition unterscheiden sich von dem für Frankreich gültigen Bezugshöhe Pegel Marseille und von der Bezugshöhe Molo Sartorio, die für Österreich-Ungarn definiert wurde. Die Differenzen der Höhensysteme betragen entlang der Staatsgrenzen etwa 20 cm, die Differenz zur fast 1000 km entfernten Amsterdamer Pegel (NAP) jedoch bis zu 50 cm.

## Mareograf in Genua
Seit 1884 wurde in Genua der Pegelstand gemessen. Die Genueser Pegelstation, deren derzeitiger Mareograf sich seit 1910 in einem Pegelhaus am Hafen befindet, stellt das Mittelwasser des Ligurischen Meeres dar. 
Der aktuelle Mareograf wird vom Hydrographischen Institut der Marine Genua (Istituto Idrografico della Marina) der italienischen Marine betrieben.
Seit der Festlegung des Nullpunktes ist die Höhenangabe Pegel Genua im Prinzip von Wasserspiegelschwankungen unabhängig. An die Abhängigkeit von einem Wasserstand erinnert nur noch das Wort Pegel im Namen.